# Jean-Joseph Rocque
Jean-Joseph Rocque est un homme politique français né le 5 mai 1749 à Saint-Pons-de-Thomières (Hérault) et décédé à une date inconnue.
Négociant, il est député du tiers état aux états généraux de 1789 pour la sénéchaussée de Béziers. Il siège avec la majorité, et devient ensuite maire de Saint-Pons, conseiller d'arrondissement, et commandant de la garde nationale.

## Sources
- « Jean-Joseph Rocque », dans Adolphe Robert et Gaston Cougny, Dictionnaire des parlementaires français, Edgar Bourloton, 1889-1891 [détail de l’édition]